# Nahuel DL 43
De Nahuel DL 43 was een Argentijnse medium tank uit de Tweede Wereldoorlog. De Geallieerden wilden geen oorlogsmateriaal verkopen aan Argentinië dus werd besloten om een eigen tank te ontwikkelen. Het eerste prototype werd gebouwd in 1944.

## Oorzaak
Net als veel andere Latijns-Amerikaanse landen ontwikkelde Argentinië geen eigen tanks, maar werd er vooral vertrouwd op levering uit het buitenland. Voor de oorlog was de Vickers M1934 de enige tank die de Argentijnen in bezit hadden. Ze bestelden 160 voertuigen. In feite was die tank al verouderd, maar het was niet mogelijk om bijvoorbeeld Tsjecho-Slowaakse voertuigen te bestellen. Tijdens de Tweede Wereldoorlog waren Argentinië en Duitsland heel loyaal naar elkaar. Hierdoor weigerden de Geallieerden materieel te leveren. Duitsland kon ook geen materieel sturen. Dit was een groot probleem. Daarom werd besloten om een eigen tank te ontwerpen en te bouwen.

## Ontwikkeling
Het project werd geleid door de ingenieur kolonel Alfredo Baixo. Ervaring hadden de ingenieurs totaal niet, maar om een totaal nieuw voertuig te ontwikkelen was ook geen beste optie. Dit zou het onvermijdelijke gevolg hebben dat er later veel aan gewijzigd zou moeten worden. Na de Aanval op Pearl Harbor wilde de VS dat ieder Zuid-Amerikaans land zich bij de Geallieerden aansloot. Zo kreeg Argentinië toch de mogelijkheid om tanks te bestellen. Daarom kon besloten worden dat de basis de Amerikaanse M4 Sherman zou worden. De tank werd ontwikkeld onder de naam Nahuel, wat jaguar of tijger betekent en kreeg de code DL 43 (1943). Het M4 chassis werd wel flink aangepast, niet qua techniek maar qua grootte. Bij de bouw van de tank waren wel tachtig bedrijven betrokken. Zo kon in 45 dagen een mock-up gemaakt worden op ware grootte. 
De constructie leek op de Duitse Panther en de Russische T-34 tanks. Het pantser aan de voorkant had een dikte van 80 mm en werd geplaatst op een hellingshoek van 65 graden. Toch was de lay-out grotendeels gelijk aan de Sherman. De Argentijnen waren niet in staat om moderne kanonnen aan te schaffen, laat staan zelf ontwerpen. Daarom maakten ze gebruik van het oude 75 mm Krupp L/30 M1909 kanon dat al was ontwikkeld voor de Eerste Wereldoorlog. De primaire bewapening bestond uit een 12.7 mm machinegeweer. In totaal werden er 12 voertuigen geproduceerd en daarnaast nog 1 houten mock-up.